# إلياس شوفاني
إلياس شوفاني (1932 - 26 يناير 2013) هو باحث ومؤرخ ومفكر وأكاديمي فلسطيني. انُتخب في مايو 1980 عضوًا في المجلس الثوري لحركة فتح. ألَّف عددًا من المؤلفات التاريخية والسياسية والفكرية.

## حياته
وُلد إلياس شكري شوفاني في قرية معليا في الجليل الأعلى عام 1932، لأحد وجهاء نعليا الذي تولى القيادة المحلية أبان ثورة 1936. تعلم الثانوية في عكا وتخرج منها عام 1947، ثم حصل على شهادة دبلوم من معهد المعلمين في يافا عام 1949، وعمل أستاذًا لمدرسة لمدة عشر سنوات (1949 - 1959)، ثم حصل على شهادة دبلوم من مؤسسة في جامعة تل أبيب عام 1955، والتحق بكلية الدراسات الشرقية في الجامعة العبرية بالقدس، وحصل منها على درجة البكالوريوس عام 1962، وأكمل بعدها دراسته حيث حصل على درجة الماجستير في الدراسات الشرقية من جامعة برنستن في الولايات المتحدة عام 1965، وحصل على شهادة الدكتوراة في الدراسات الإسلامية الحديثة والشرق الأدنى من نفس الجامعة عام 1968.
عمل أستاذًا مساعدًا في جامعة جورج تاون وجامعة ماريلاند في الفترة ما بين 1967 حتى 1973، وكان مديرًا لدائرة الأبحاث والدراسات الإسلامية في مؤسسة الدراسات الفلسطينية في بيروت في الفترة ما بين 1973 حتى 1982. كما عمل في دمشق باحثًا في قضايا تتعلق بالتاريخ الفلسطيني عام 1982.
انضم إلى حركة المقاومة والثورة الفلسطينية والعمل الوطني والسياسي الفلسطيني في إطار حركة فتح، وانتخب في 22 مايو (أيار) 1980 عضوًا في المجلس الثوري لحركة فتح في المؤتمر الرابع للحركة والذي عقد في مدينة دمشق. قاد في عام 1983 بعد الخروج من بيروت حركة فتح الانتفاضة التي انشقت عن حركة فتح، وترك بعدها العمل السياسي وتفرغ للتأليف والكتابة والبحث التاريخي.

## مؤلفاته
وضع في حياته عشرات الكتب والمؤلفات والأعمال والإصدارات التاريخية والسياسية والفكرية، ومنها:
- «حروب الردة»، صدر عام 1972.
- «طريق بيغن إلى القاهرة»، صدر عام 1979.
- «إسرائيل ومشروع كارتر بيروت»، صدر عام 1980.
- «إسرائيل والتسوية المحطة»، صدر عام 1983.
- «الكيان الصهيوني - الثكنة تمرحل أهدافها»، صدر عام 1990.
- «المشروع الصهيوني وتهويد فلسطين»، صدر عام 1990.
- «العلاقة بين الثكنة والمركز - الكيان الصهيوني والولايات المتحدة الأميركية»، صدر عام 1992.
- «الموجز في تاريخ فلسطين السياسي»، صدر عام 1996.
- «إسرائيل في خمسين عامًا» (3 أجزاء)، صدر عام 2002.
- «منصور نامه - حلقة من الحكاية دمشق»، صدر عام 2006.
- «دروب التيه»، صدر عام 2002.
- «مرثية الصفاء - سيرة ذاتية»، صدر عام 2008.
- «التقصير- الخلل في إدارة الصراع العربي الصهيوني»، صدر عام 2009.
- «أمن إسرائيل الاستراتيجي»، صدر عام 2009.
- «الحروب الإسرائيلية – العربية»، صدر عام 2009.

## وفاته
تُوفي إلياس في دمشق بتاريخ 26 يناير (كانون الثاني) 2013 ميلاديًا الموافق 15 ربيع الأول 1434 هجريًا عن عمرٍ ناهز 81 عامًا إثر نوبة قلبية حادة.